# Geno Matejev
Geno Matejev (Bulgaars : Гено Матеев) (Sofia, 3 januari 1903 - aldaar, 6 juni 1966) was een Bulgaars voetballer. Hij heeft gespeeld bij Levski Sofia en Hertha BSC.

## Loopbaan
Matejev maakte zijn debuut in Bulgarije in 1924. Hij heeft 3 wedstrijden gespeeld. Hij maakt zijn debuut op 21 mei 1924, Hij moest spelen tegen Oostenrijk en hij verloor echter met 6-0.
Hij maakte deel uit van de selectie voor het voetbaltoernooi op de Olympische Zomerspelen 1924. Hij werd met Bulgarije 12e plaats gehaald.
Matejev overleed op 6 juni 1966.